# مركز العلوم المفتوحة
مركز العلوم المفتوحة (بالإنجليزية: Center for Open Science)‏ هو منظمة تكنولوجية غير ربحية مقرها في شارلوتسفيل بولاية فيرجينيا، وتطلع بمهمة زيادة الشفافية والنزاهة والتناتجية في البحث العلمي. أسس براين نوسيك [الإنجليزية] وجيفري سبايز المنظمة في يناير 2013، وتموّل بشكل رئيسي من مؤسسة لورا وجون أرنولد [الإنجليزية] ومؤسسات أخرى.
بدأت المنظمة بالعمل في إعادة إنتاج أبحاث علم النفس، من خلال المبادرة واسعة النطاق مشروع إعادة الإنتاج: علم النفس [الإنجليزية]. كما بدأ مشروع تناتجية ثانٍ لبحوث بيولوجيا السرطان من خلال شراكة مع ساينس إكسشينج [الإنجليزية]. نشر المركز في مارس 2017 خطة استراتيجية مفصلة. ووضح بريان نوزيك من خلالها تاريخ المركز وتوجهاته المستقبلية.
في عام 2021، كُرّم مركز العلوم المفتوحة بجائزة مؤسسة أينشتاين لتعزيز الجودة في البحث في الفئة المؤسسية لمساهمته في تعزيز نزاهة البحث وتحسين الشفافية وإمكانية الوصول.

## الإطار العلمي المفتوح

### مشروع التناتجية
الإطار العلمي المفتوح هو مشروع برمجي مفتوح المصدر يسهل التعاون المفتوح في البحث العلمي. استخدم الإطار الأساسي في البداية للعمل على مشروع في إعادة تكرار البحث النفسي، ولكنه فيما بعد أصبح متعدد التخصصات. وجانب إعادة تكرار النتائج الحالي للمشروع هو تحقيق تجريدي تعتمد على المجتمع في قدرة نتائج دراسات متنوعة من الأدبيات النفسية من خلال عينات من ثلاثة مجلات رئيسية: مجلة الشخصية وعلم النفس الاجتماعي [الإنجليزية]، ومجلة العلوم النفسية ومجلة علم النفس التجريبي: التعلم والذاكرة والإدراك [الإنجليزية]. ويتطوع العلماء من جميع أنحاء العالم لإعادة تكرار الدراسة التي يختارونها من هذه المجلات، ويتبعون بروتوكول مهيكل لتصميم وإجراء إعادة تكرار مرتفعة القوة للتأثير الرئيسي. ونشرت النتائج في عام 2015.

### المطبوعات المسبقة
في عام 2016، بدأ الإطار العلمي المفتوح ثلاث خدمات جديدة للطباعة المسبقة [الإنجليزية]:مستودع الهندسة (موقع) [الإنجليزية] ومستودع العلوم (موقع) [الإنجليزية] ومستودع علم النفس (موقع) [الإنجليزية]. ثم فتحت لاحقًا خادم طباعة مسبقة الخاص بها في عام 2017، الإطار العلمي المفتوح طباعة مسبقة. تتضمن وظيفة البحث الموحدة الخاصة بها مطبوعات مسبقة من الإطار العلمي المفتوح طباعة مسبقة، جنبًا إلى جنب مع الخوادم الأخرى مثل موقع بريبرنتس دوت وثيسيس كومنز وبير جي (موقع) [الإنجليزية] ومستودعات موقع أرخايف المتعددة.

## المقالة العربية الناقصة[الإنجليزية]ذات صلة
- قائمة مستودعات الطباعة المسبقة [الإنجليزية]
- ميتا علم
- فتح العلوم
- أزمة التكرار